# Colombiazomus truncatus
Espèce
Colombiazomus truncatus est une espèce de schizomides de la famille des Hubbardiidae.

## Distribution
Cette espèce est endémique du département de Risaralda en Colombie. Elle se rencontre dans la cordillère Occidentale vers La Celia.

## Description
Le mâle holotype mesure 3,77 mm et la femelle paratype 3,20 mm.

## Publication originale
- Armas & Delgado-Santa, 2012 : Nuevo género de Hubbardiidae (Arachnida: Schizomida) de la cordillera occidental de los Andes, Colombia. Revista Ibérica de Aracnología, vol. 21, p. 139-143.